# Breux-Jouy
Breux-Jouy är en kommun i departementet Essonne i regionen Île-de-France i norra Frankrike. Kommunen ligger i kantonen Saint-Chéron som tillhör arrondissementet Étampes. År 2022 hade Breux-Jouy 1 283 invånare.

## Befolkningsutveckling
Antalet invånare i kommunen Breux-Jouy
| Referens: INSEE |